# Villampuy
 Villampuy  es una localidad y comuna de Francia, en la región de Centro, departamento de Eure y Loir, en el distrito y cantón de Châteaudun
Su población en el censo de 1999 era de 228 habitantes.
Está integrada en la Communauté de communes des Plaines et Vallées Dunoises.

## Demografía
| 346 | 339 | 301 | 269 | 266 | 228 |
| Para los censos de 1962 a 1999 la población legal corresponde a la población sin duplicidades (Fuente: INSEE [Consultar]) |     |     |     |     |     |